# Anolis parvauritus
Anolis parvauritus (велетенський зелений аноліс) — вид ігуаноподібних ящірок родини анолісових (Dactyloidae). Мешкає в Колумбії і Еквадору.

## Поширення і екологія
Велетенські зелені аноліси мешкають на заході Колумбії та Еквадору, зокрема на острові Горгона. Вони живуть у вологих тропічних лісах.